# Śmigus-dyngus

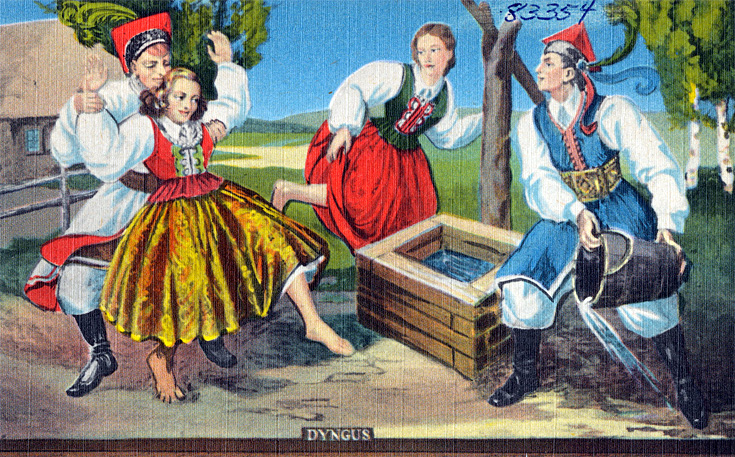

Śmigus-Dyngus of Lany Poniedziałek (Natte Maandag) is een Poolse traditie waarbij men op Paasmaandag elkaar natgooit met water of parfum.

## Oorsprong
De naam Śmigus-Dyngus komt van het Slavische woord dyngus dat "zonder vaste woon- of verblijfplaats" betekent. De gewoonte stamt af van een voorjaarstraditie uit de vijftiende eeuw die berustte op het afleggen van wederzijdse bezoeken. Vrienden en familie ontvingen geschenken en voedsel voor onderweg. Deze bezoekjes gingen gepaard met het zingen van folkliedjes en religieuze liedjes. Voor de armen werd dyngus een mogelijkheid om aan voeding te komen en de kans om ongewone en lekkere gerechten te proeven. Als bijvoorbeeld een dakloze naar het hof van de vorst wandelde was hij erg fortuinlijk. Volgens de overlevering brachten landlopers geluk. De heer des huizes moest hen een behoorlijke maaltijd aanbieden, anders kregen de gastheren verschillende vervelende grappen te horen. Het woord dyngus is mogelijk ook afgeleid van het Duitse werkwoord dingen, dat letterlijk betekent "zichzelf verlossen". Het begrip śmigus heeft te maken met het slaan met wilgentakken op de blote benen en de daaropvolgende waterspoeling. Het doel was de voorbereiding van de ziel voor de komende lente. Voor de vijftiende eeuw waren dyngus en śmigus twee aparte gewoontes. In de loop der tijd werden ze gefuseerd en niet meer van elkaar onderscheiden.
Natte Maandag is de dag die zuivering en vreugde symboliseert. Zowel het ontwaken van de lente (het eerste teken van de bloei), als de heropstanding van Christus waren de oorsprong van Śmigus Dyngus. Deze gewoonte werd aanvankelijk alleen op het platteland gevierd. De marginalisering van Śmigus in steden was waarschijnlijk de consequentie van de grote sociale differentiatie. De edelmannen of buitenlanders mochten niet van het heilzame water genieten. De andere oorzaak was de aanwezigheid van de gemeentelijke politie in de stad. De eerste gedocumenteerde vermelding van Śmigus Dyngus in Polen komt uit de vijftiende eeuw. Het werd met de wetten van de synode van het bisdom van Poznań goedgekeurd. Andere bronnen vermelden dat deze gewoonte al in het jaar 760 voorkwam. Aanvankelijk werd deze gewoonte door de Kerk beschouwd als heidense. Maar na jaren van vruchteloze strijd heeft men dit aangepast aan de vakantiekalender. Meestal werden alle vrouwen nat gegooid door jongens. Men dacht dat het overgieten met water ziekten kan voorkomen en de vruchtbaarheid bevorderen. Daarom zijn de doelwitten vaak jonge bruiden. Volgens de legende zal een meisje dat niet nat wordt gemaakt oude vrijster worden. Hoe vaker een vrouw nat gegooid wordt, hoe meer kans ze heeft op een spoedig huwelijk. Men denkt ook dat iemand die nat wordt gemaakt het hele jaar door gelukkig zal zijn.

## Viering en regionale verschillen
De verscheidene regio’s in Polen vieren Paasmaandag anders. In Kasjoebië zal men in plaats van water een zweep of wilgentakken gebruiken om de vrouw te slaan. In de provincie Klein-Polen verkleden mannen zich in vrouwenkleding, besmeren het gezicht met roet, houden een zweep in de handen en imiteren Siuda Baba. Siuda Baba is een man verkleed als een vrouw met roet in gescheurde kleren. Hij moet van huis tot huis lopen en de gezichten van de bewoners vuilmaken.